# Distretto di Amritsar
Il distretto di Amritsar è un distretto del Punjab, in India, di 3 074 207 abitanti. È situato nella divisione di Jalandhar e il suo capoluogo è Amritsar.